# Костел Непорочного Зачаття Пресвятої Діви Марії (Іванів)
Костел Непорочного Зачаття Пресвятої Діви Марії — культова споруда в стилі бароко в колишньому містечку Іванів (нині — село Калинівського району). Раніше — парафіяльний храм римо-католицької громади Іванова та навколишніх сіл.

## Відомості
Споруджений у 1780 році за сприяння Саломеї з Контських — дружини дідича містечка Адама Мишки-Холоневського. Мав діючий орган, який зруйнували й вивезли в 1930-х роках. З 1935 року в приміщенні костелу діяли спочатку клуб, потім спортшкола. В будівлі монастиря  розмістилася спецшкола.
За більшовиків-комуністів:
- на фасаді храму домалювали 5-кутну червону зірку
- інтер'єр храму поділили на 2 поверхи, в результаті чого височезні вікна костелу виглядають як «розпиляні навпіл»
- брутально приладнали труби парового опалення
- замість органу встановили кінобудку
- використовувався як спортивний зал чи навчальний клас.

З 1991 року частину храму повернули віруючим - перший поверх залишився за спортшколою, на другому поводили Служби. Від початку 2010-х років його використовують за призначенням. 